# Reuben J. Smith
Reuben J. Smith (Michigan - Las Vegas, Nevada,1999) foi um estuprador e assassino em série condenado pelo estupro de uma mulher em Las Vegas em 1998. Em 2021 ele foi ligado à morte de duas mulheres em Orange County, Califórnia, nos final dos anos 1980.   
Suicidou-se na prisão em 1999.

## Os crimes

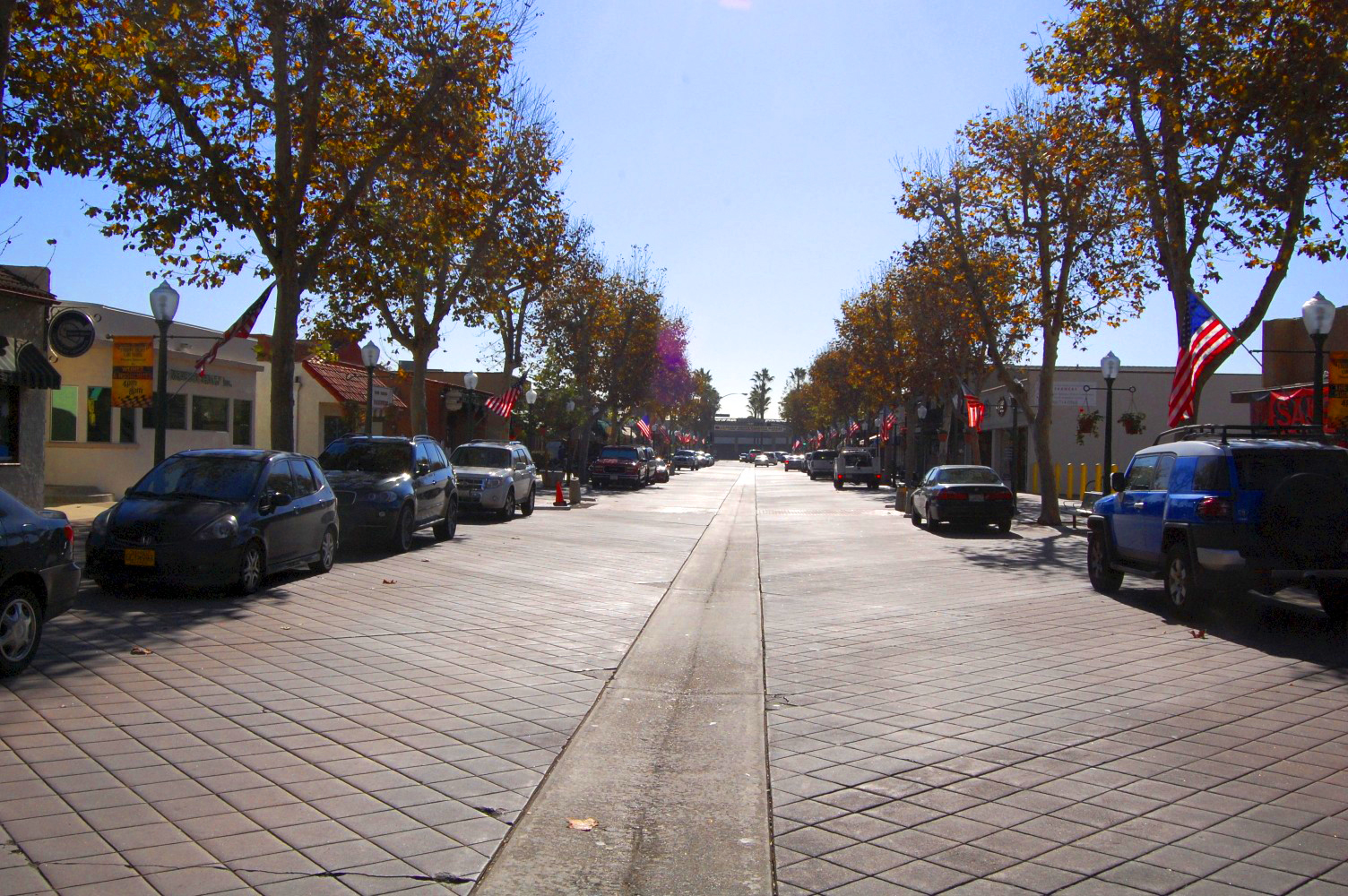
A rua principal de Garden Grove, cidade onde Smith matou Shannon Rose Lloyd

Em 1987, Smith estuprou e estrangulou Shannon Rose Lloyd, 23, no quarto que ela alugava em Garden Grove, Orange County, e em 1989 matou Renee Cuevas, 27, cujo corpo foi encontrado perto de uma base marinha no mesmo condado.  
Em 1998, em Las Vegas, tentou fazer outra vítima, que conseguiu fugir. “O mal nele. Eu sei que se eu não lutasse, eu ia morrer. Foi horrível. As coisas que ele fez, as coisas que ele disse. Ele me disse que ia me matar", disse ela aos policiais. 
Segundo o portal Law and Crime, não está descartado que haja outras vítimas. 

## Investigações
As mortes de Lloyd e Cuevas só foram ligadas em 2003 e material genético coletado de Smith após a tentativa de estuprar e matar sua terceira vítima  indicou que ele era o assassino de Lloyd e Cuevas.  
“Os entes queridos de Renee Cuevas e Shannon Lloyd têm as respostas para a pergunta que fazem há mais de três décadas”, disse o procurador do condado de Orange, Todd Spitzer, ao dar a informação em julho de 2022. 

## Prisão e pena
Smith foi preso após tentar fazer sua terceira vítima conhecida, que conseguiu fugir. 
Morreu em 1999 na prisão por suicídio. 

## Curiosidade
- Outro serial killer que agiu em Garden Grove, apelidado de Golden State Killer até sua identificação como Joseph James DeAngelo, também foi preso com base em provas de DNA; [1]